# Костёл Святого Вита (Чески-Крумлов)
 Национальный памятник культуры Чешской Республики (регистрационный номер 190 NP от  1995 года)
Костёл Святого Вита (чеш. Kostel svatého Víta) — католический приходской храм ческокрумловского прихода епархии Ческе-Будеёвице в готическом стиле. Расположен на прибрежном мысе над Влтавой в историческом центре Чески-Крумлова (Чехия), наряду с Крумловским замком является одной из двух архитектурных доминант города. Храм входит в состав объекта всемирного наследия ЮНЕСКО в Чехии «Исторический центр города Чески-Крумлов» (с 1992 года), а также является национальным памятником культуры Чешской Республики (с 1995 года).

## История

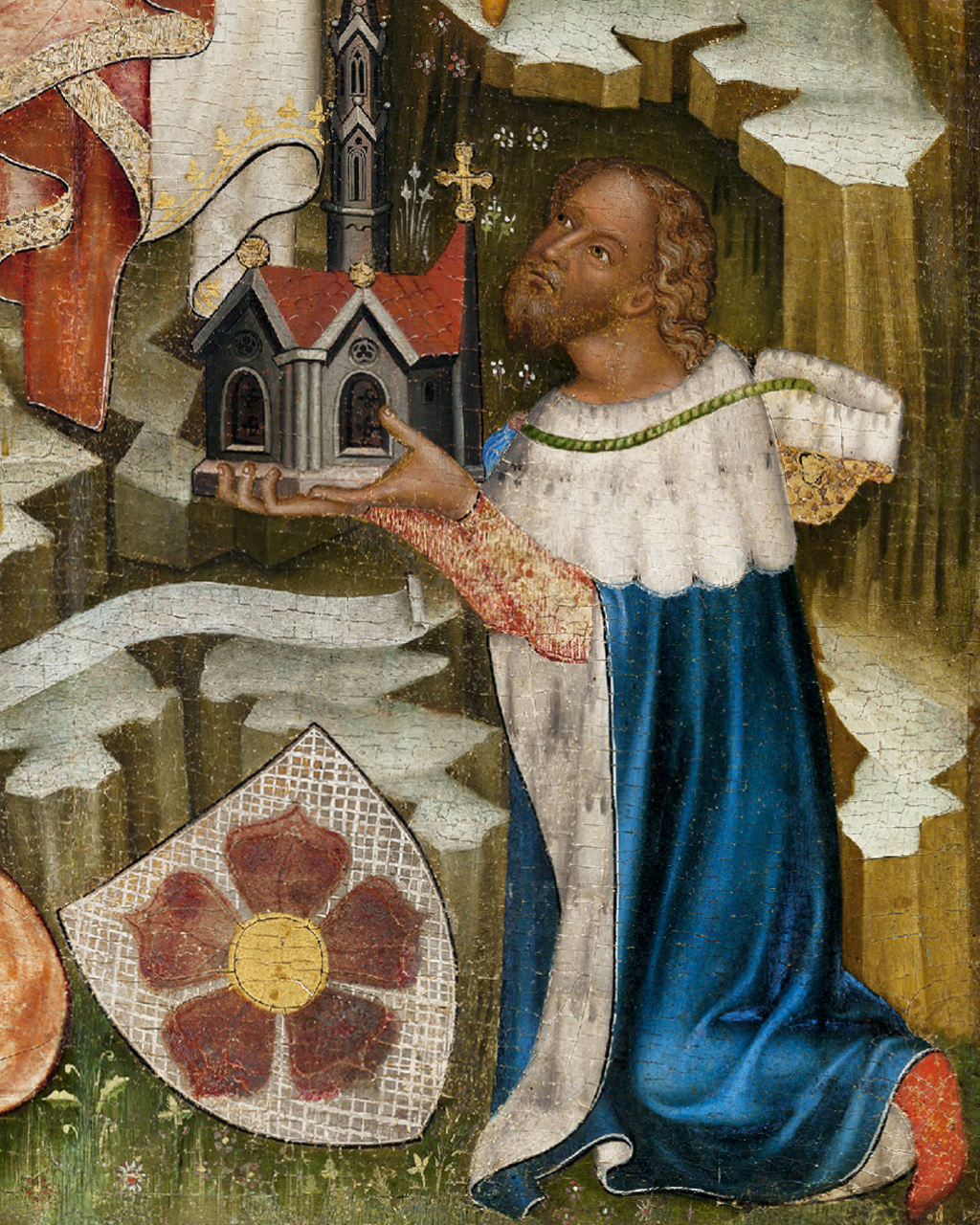
Основатель костёла Святого Вита высочайший коморник королевства Петр I из Рожмберка. Вышебродский алтарь, середина XIV века

Римско-католический приход Чески-Крумлова был основан незадолго до 1317 года влиятельным чешским феодалом Петром I из Рожмберка (ум. 1347), который в 1302 году унаследовал Крумловское панство. Первые документальные сведения о приходе относятся к 1329 году. Между 1309 и 1317 годами Петр из Рожмберка заложил небольшой приходской костёл Святого Вита, а рядом с ним капеллу Святого Вацлава.
Развитие крумловского прихода и существенное увеличение населения города подтолкнуло Петра из Рожмберка к строительству на месте первоначального костёла Святого Вита нового, более просторного и величественного, приходского храма в готическом стиле. Строительство готического костёла было начато в 1340 году под руководством немецкого зодчего Лингарда из Альденберга, о чём до наших дней сохранилась надпись на своде главного нефа, и продолжено местным мастером Станеком из Крумлова.
В 1374 году крумловский приход стал центром Доудлебского деканата, главным храмом которого стал костёл Святого Вита. Йиндржих III из Рожмберка (ум. 1412), унаследовавший в 1390 году Крумловское панство, решил практически полностью перестроить возведённый к тому времени костёл. С его согласия в 1407 году между деканом Гостиславом из Бильска (1369—1414) и мастером Яном Станеком, племянником Станека из Крумлова, было заключено соглашение о реконструкции сводов храма с возведением восьми круглых колонн на манер милевского костëла Святого Илии.
Благодаря тому, что данное соглашение сохранилось до наших дней, мы имеем довольно полное представление о параметрах реконструкции сводов и хоров костёла. Обращает на себя внимание сходство описанных сводов с сохранившимися. В договоре точно установлено число замковых камней в сводах: 23 в сетчатом своде пресвитерия, 15 — в старой ризнице, 2 — в пространстве над ней, 30 — в главном нефе, по 5 — в крестовых сводах южного и северного нефов. В пресвитерии и главном нефе была устроена сетчатая система нервюрных сводов в парлержовском стиле, позаимствованная из собора Святого Вита в Пражском граде. Их сетчатые своды были выполнены из тёсаного камня, в то время как крестовые своды боковых нефов были сделаны из кирпича. В качестве оснований сводов были созданы восемь колонн, однако не круглых, как предусматривалось договором: 4 колонны были сделаны восьмигранными, другие 4 — в форме готических четырёхлистников.
Строительство храма существенно затянулось. Средства на продолжение строительства поступали не только от панов из Рожмберка, но и в значительной степени от публичных пожертвований, в частности, от архиепископа Пражского Збинека Зайица из Газенбурка. Костёл был окончательно достроен уже после гуситских войн и освящён в 1439 году в честь Девы Марии на Небо взятой и Святого Вита, вероятно, ещё до полного окончания реконструкции.
В 1583 году костёл Святого Вита стал семейной усыпальницей владаржей Рожмберкского дома. В этом году в храме была погребена Анна Мария Баденская, третья жена владаржа Вилема из Рожмберка, а 10 декабря 1592 года был похоронен он сам. Его брат Петр Вок воздвиг в пресвитерии костёла над их усыпальницами надгробные плиты из красного мрамора и новый главный алтарь («Рожмберкский алтарь»), который венчала статуя рожмберкского всадника (чеш. Rožmberský jezdec). В 1591 году Вилем из Рожмберка основал в Крумлове иезуитский коллегиум и передал костёл Святого Вита под его патронат. После смерти владаржа Петра Вока в 1611 году стараниями отцов-иезуитов статуя рожмберкского всадника была удалена из храма, а спустя десять лет ректор крумловского иезуитского коллегиума Альбрехт Хановский повелел удалить из костёла и мраморные надгробия Вилема и Анны Марии из Рожмберка. Это однако вызвало бурные протесты последней жены Вилема Поликсены из Пернштейна и архиепископа Пражского Яна III Логела, благодаря чему надгробия остались на своих местах.
В 1670 году ческокрумловское духовное управление инициировало создание нового главного алтаря костёла Святого Вита. Работы начались с удаления из храма терракотовых скульптур, установленных по указанию Петра Вока из Рожмберка. На этот раз своё недовольство высказал герцог Крумловский Иоганн Кристиан I фон Эггенберг, который считал, что в его владениях для любых значительных начинаний требовалось его одобрение. Коллегиум и прелаты были обвинены в том, что без ведома герцога начали разрушение имущества, фактически являвшегося его наследством, полученным от Рожмберков. Споры о внешнем виде нового главного алтаря продолжались между герцогом и духовным управлением до 1683 года.
Вопрос об удалении из костёла рожмберкских надгробий вновь возник в декабре 1717 года, когда крумловский прелат Геубель подал соответствующее прошение новой герцогине Крумловской Марии Эрнестине фон Эггенберг, в котором утверждал, что надгробия, находясь посреди пресвитерия в нескольких шагах от главного алтаря, мешают проведению служб. К прошению прилагался план пресвитерия, который в настоящее время является единственным документом, позволяющим определить местоположение надгробий в то время. В 1719 году семидесятилетняя герцогиня отошла в мир иной и вопрос надгробий опять остался неразрешённым.
Следующий герцог Крумловский Адам Франц цу Шварценберг и его супруга Элеонора Амалия из Лобковиц возвели в 1724—1726 годах в костёле Святого Вита капеллу Святого Яна Непомуцкого, которого объявили святым покровителем своего рода. В XIX веке кардинал Фридрих цу Шварценберг (1809—1885) поместил в капеллу часть плечевой кости Святого Яна Непомуцкого в серебряном реликварии.
До 1780 года в интерьере костёла было множество боковых алтарей «сословной чести», созданных на средства разных городских ремесленных цехов (сапожников, портных, пивоваров, мясников, плотников, каменщиков, пекарей белого и пекарей чёрного хлеба, шорников, кузнецов и др.), однако затем было устроено четыре «общих» боковых алтаря в стиле неоготики.
В 1783 году с согласия духовного управления и нового герцога Крумловского Иоганна I Непомука, князя цу Шварценберга, мраморные надгробия Вилема и Анны Марии из Рожмберка были наконец удалены из пресвитерия. Шварценбергский регистратор Мельхиор Францек оставил подробный отчёт о вскрытии их гробниц, находившихся под главным алтарём пресвитерия и под хорами костёла. Помимо величественных оловянных гробов Рожмберков в склепе были обнаружены ещё два деревянных гроба, в одном из которых покоилась Мария Иоганна из голландской ветви Шварценбергов (ум. 1670), родственница герцогини Марии Эрнестины, в другом — Франц Иосиф, годовалый сын герцога Иосифа I Адама цу Шварценберга, умерший в 1750 году. Деревянные гробы Шварценбергов оставили в усыпальнице, а останки Вилема и Анны Марии из Рожмберка переместили из оловянных гробов в дубовые и также оставили в склепе. Оловянные гробы Рожмберков затем продали на торгах как старый металл. Орден Золотого руна Вилема из Рожмберка, обнаруженный в его гробу, был передан на хранение аббату Вишебродского монастыря. В настоящее время орден хранится в нумизматическом отделе Национального музея в Праге. Рожмберкские надгробия из красного мрамора были размещены в стенах по обеим сторонам входа в капеллу Яна Непомуцкого, где они находятся по сей день.
В 1893—1894 годах в результате реконструкции луковичная башня костёла приобрела нынешний восьмигранный вид в неоготическом стиле. В настоящее время костёл используется для проведения богослужений, а также иногда для концертов классической музыки.
В 1992 году в составе объекта «Исторический центр города Чески-Крумлов» костёл Святого Вита стал частью всемирного наследия ЮНЕСКО в Чехии. В 1995 году этот храм был объявлен национальным памятником культуры Чешской Республики.
|                        |  |                            |  |                                                            |  |                             |
| Северный вход в костёл |  | Тимпан над северным входом |  | Сетчатый свод главного нефа и крестовой свод бокового нефа |  | Неоготическая башня костёла |

## Описание
Готический костёл Святого Вита представляет из себя храм зального типа, все три нефа которого имеют одинаковую высоту. Костёл имеет удлинённый закрытый пятигранный пресвитерий, прямоугольные этажные ризницы с обеих сторон, капелла Воскресения и Святого Яна Непомуцкого, а также притвор с северной стороны. Длина храма с востока на запад составляет 44 метра, ширина и высота — 20 метров. К фасаду западной стороны костёла пристроена башня с призматическими романскими окнами в первом этаже. В верхних этажах башня имеет восьмигранную форму, её последний этаж был надстроен в 1893—1894 годах в неоготическом стиле.
Южная стена костёла имеет пять окон, в северной стене первоначально было четыре окна, из которых в своём первоначальном виде сохранилось первое окно, находящееся рядом с пресвитерием, и четвёртое окно. Второе окно было существенно сужено в 1724—1726 годах в связи с возведением под ним капеллы Святого Яна Непомуцкого, а третье окно было заделано в конце XV века при строительстве капеллы Воскресения.
Интерьер костёла создан в неоготическом стиле. Главный алтарь украшен образом с изображением Святого Вита и Девы Марии. Эта картина была написана в 1673—1683 годах в период большого влияния в Крумлове ордена иезуитов. В 1897 году она была переписана Яном Крейчиком. Боковые алтари посвящены Франциску Ксаверию, Деве Марии, Святому Вацлаву и Святому Флориану.
С левой стороны от левого бокового нефа располагается капелла Яна Непомуцкого, по обеим сторонам от входа в которую находятся две надгробные плиты из красного мрамора, перенесённые из пресвитерия с усыпальниц Вилема из Рожмберка (1534—1592) и его третьей жены Анны Марии Баденской (1561—1582). Алтарь капеллы был создан в 1725 году в стиле рококо и является точной копией аналогичного алтаря работы Бернини в Риме. В нише капеллы погребены сердца некоторых членов рода Шварценбергов, среди которых сердца герцога Крумловского Адама Франца цу Шварценберга и его супруги Элеоноры Амалии. В часовне также похоронены останки Элеоноры Амалии. Рядом с капеллой на стене находится фреска 1-й половины XV века, на которой изображены сцена Распятия, Святая Вероника, Святая Елизавета, Мария Магдалина и Святая Екатерина.
Капелла Воскресения относится к периоду готической реконструкции костёла XIV—XV веков. После освящения костёла в 1439 году капелла использовалась в качестве усыпальницы крумловских архидеканов. Во время реконструкции интерьера храма в стиле барокко рёбра капеллы были удалены, а сама капелла была открыта в сторону главного нефа полукруглой аркой, богато украшенной портальной архитектурой. Новая полная роспись капеллы была осуществлена в 1777 году Франтишеком Якубом Прокишем.
Третья храмовая часовня — готическая капелла Святого Иеронима с западной стороны костёла — была переделана Яном I из Рожмберка в 1389 году из капеллы Святого Вацлава, возведённой его отцом Петром I, и вновь освящена в честь нового небесного покровителя. Эта капелла служила для проповеди на немецком языке. В 1624 году капелла была передана немецкому католическому братству Вознесения Девы Марии. В 1787 году в ходе реформы императора Иосифа II братство было распущено, а капелла Святого Иеронима закрыта и переоборудована в жилой дом.
С западной стороны костёла находятся хоры в позднеготическом стиле, где приблизительно с 1500 года находится орган. Нынешний орган был установлен в 1908 году. Ниже находится купель, окружённая четырьмя колоннами из красного мрамора с балдахином, ранее составлявшими часть рожмберкского алтаря XVI века.
|                                       |  |                        |  |                         |  |                     |
| Купель и колонны рожмберкского алтаря |  | Главный алтарь костёла |  | Один из органов костёла |  | Капелла Воскресения |